# Dlouhá Lhota (ort i Tjeckien, Mellersta Böhmen, lat 50,42, long 15,05)
Dlouhá Lhota är en ort i Tjeckien.   Den ligger i regionen Mellersta Böhmen, i den centrala delen av landet, 60 km nordost om huvudstaden Prag. Dlouhá Lhota ligger 225 meter över havet och antalet invånare är 314.
Terrängen runt Dlouhá Lhota är platt.Runt Dlouhá Lhota är det ganska glesbefolkat, med 38 invånare per kvadratkilometer. Närmaste större samhälle är Mladá Boleslav, 10,7 km väster om Dlouhá Lhota. Trakten runt Dlouhá Lhota består till största delen av jordbruksmark.